# Gornja Radnja
Gornja Radnja (cyr. Горња Радња) – wieś w Bośni i Hercegowinie, w Republice Serbskiej, w gminie Teslić. W 2013 roku liczyła 530 mieszkańców.